# هانا أدامز
هانا آدامز (2 أكتوبر 1755-15 ديسمبر 1831) هي مؤلفة أمريكية لكتب عن الأديان المقارنة وتاريخ الولايات المتحدة المبكر. ولدت في ميدفيلد بولاية ماساتشوستس وتوفيت في بروكلين. كانت آدامز أول امرأة في الولايات المتحدة تعمل كاتبة بشكل احترافي.
كانت هانا الثانية من بين خمسة أطفال ولدوا لتوماس آدامز وإليزابيث كلارك. ولدت في «ظُلمة وديعة» في بلدة ريفية نائية، وتُعد إلى حد ما متعلمة ذاتيًا، وعاشت في وقت كانت فيه المرأة المتعلمة نادرة في نيو إنجلاند. كانت تعاني من اعتلال الصحة، وغالبًا ما كانت تعاني الفاقة وتضطر إلى اللجوء إلى مختلف المهن من أجل قوتها، وتابعت دراستها بإصرار. كان والدها، الذي تلقى تعليمه في كلية هارفارد، يحتفظ بمتجر ريفي صغير يتعامل فيه من بين أشياء أخرى بالكتب. استضاف والدها بعض طلاب اللاهوت، الذين تعلمت ابنته منهم اليونانية واللاتينية، ودرستها لاحقًا.
نُشر عملها الأول «نظرة إلى الأديان» في عام 1784، ونُشرت نسخة ثانية موسعة في عام 1791. المكافأة التي استخلصتها من هذا لم تجعلها في وضع مريح فحس ، بل مكنتها أيضًا من سداد الديون التي استدانتها عليها خلال فترة مرضها ومرض أختها، وأقرضت مبلغ صغير بفائدة. في عام 1799، نشرت ملخصًا لتاريخ نيو إنجلاند. في جمع المواد لهذا العمل، من بين المخطوطات القديمة، أضرت ببصرها بصورة خطيرة، واضطرت إلى استخدام ناسخ لإعداد النسخة للطابعات. أكثر أعمالها تفصيلا، تاريخ اليهود منذ تدمير القدس، أعيد طبعه عام 1818 في لندن، على حساب ولصالح جمعية لندن لترويج المسيحية بين اليهود. بدأت سيرتها الشخصية، التي نشرتها بعد وفاتها هانا فارنام سوير لي. خلال السنوات الأخيرة من حياتها، تمتعت بمعاش سنوي مريح، جمعه لها أصدقائها.

## النشأة والتعليم
تنتمي آدامز إلى عائلة كانت لديها على مدار أجيال ثقة مهمة في بلدتها الأصلية. كان جدها، هنري آدامز، أحد مؤسسي المدينة. كان جدها صاحب أرض. بعد أن أعد ابنه الوحيد توماس، والد هانا، لكلية هارفارد، عارض بشدة تركه، راغبًا، نظرًا لوجود دستور دقيق، في أن يستقر في مزرعته الكبيرة. كان توماس طالبًا بطبيعته، ولم يكن مولعًا بالمهام الزراعية، فقد مكث في المزرعة وافتتح متجرًا لبيع الكتب والسلع الإنجليزية. في عام 1750، تزوج إليزابيث كلارك، التي توفيت عندما كانت هانا تبلغ من العمر 11 عامًا، وتركت خمسة أطفال. وقعت رعاية هانا وشقيقتها الصغرى على الابنة الكبرى إليزابيث، الملقبة ببيتي.
كانت هانا طفلة خجولة للغاية. نظرًا لكونها هشة صحيًا، فإنها لم تلتحق بمدرسة الحي، ولكن، تحت رعاية والدها، تعلمت في المنزل القراءة والكتابة والحساب. كانت متحمسة للشعر، والتزمن بالكثير من أعمال شعرائها المفضلين، ميلتون وتومسون ويونغ وغيرهم. لم تهمل التاريخ أو السيرة الشخصية، حيث وجدت، كما قالت، صندوقًا لا ينضب «لتغذية عقلها وإرضاء ذوقها». كانت مغرمة بالروايات، التي أعطتها قراءتها، في عزلة سنواتها الأولى، أفكارًا خاطئة عن الحياة، كما قالت بعد ذلك، لم يكن العالم الذي بناه خيالها ما كان عليه العالم الحقيقي. في الواقع، شعرت طوال حياتها بعدم وجود تدريب شامل في شبابها. عند بلوغها 20 عامًا، كان عدد قليل من النساء في ذلك الوقت قد قرأن أكثر منها. كانت سعادتها الرئيسية في المساعي الأدبية، وقبلت بشغف عرض بعض السادة الذين يقبلون على منزل والدها، لتعليمها اللاتينية واليونانية والجغرافيا والمنطق.
بعد سنوات قليلة من وفاة والدتها، فشل الأب في العمل. على الرغم من أن هانا تنعمت بمساعدة أختها إليزابيث، إلا أنها شعرت بالحاجة إلى إضافة حصة في دعم الأسرة. تحولت إلى الخياطة والحياكة والغزل، وحققت أكبر ربح من نسج الدانتيل. لكن بعد الحرب الثورية، عندما بدأ استيراد الدانتيل، فشل هذا المورد، وبقيت في حالة بائسة. في هذا الوقت وجدت دعمًا ماليًا لتدريس اليونانية واللاتينية لثلاثة شبان يعيشون بالقرب من منزلها. أحد هؤلاء، بِت كلارك ، أصبح بعد ذلك راعي الكنيسة في نورتون، ماساتشوستس، لأكثر من 40 عامًا. في سيرته الشخصية التي نُشرت في كتاب «تاريخ نورتون»، يقول، في إشارة إلى آدامز: «بموجب تعليمها بشكل أساسي، قُبلت في جامعة كامبريدج، في يوليو 1786». وجد والدها العزاء في الكتب بسبب سوء حظه، وكان أسعد عندما قام برحلات إلى مكتبة كلية هارفارد. بمجرد دخول المبنى، صرخ قائلاً: «أفضل أن أكون أمين مكتبة في كلية هارفارد على أن أكون إمبراطورًا لكل روسيا».

## المسيرة المهنية
أثناء الحرب الثورية الأمريكية، ذهبت هانا للعمل للمساعدة في إعالة الأسرة من خلال الخياطة والحياكة والغزل ونسج الدانتيل. حصلت على أكبر قدر من الأرباح من صناعة الدانتيل، وعندما فشل هذا المورد بعد الثورة، ثم بدأ استيراد الدانتيل، واجهت صعوبات مالية. بعد فترة وجيزة، أتيحت لها الفرصة لتعليم ثلاثة شبان من حيها باللغتين اللاتينية واليونانية. وقد أنجِز هذا العمل بشكل جيد لدرجة أن أحدهم قال بعد ذلك إن دروسها كانت مناسبة له بشكل أساسي للالتحاق بالجامعة.
جلبت لها كتاباتها القليل من المال، لكنها ضمنت لها شهرةً والعديد من الأصدقاء، من بينهم آبي غريغوار، الذي كانت تجري معه مراسلات مكثفة. أكسبتها جودة كتابتها احترام وصداقة العديد من المثقفين البارزين في بوسطن، وأبرزهم ويليام سميث شو وجوزيف ستيفنز بكمنستر. سرعان ما أسس هؤلاء الرجال جمعية المختارات، التي سبقت جمعية بوسطن أثينيوم، وأصبحوا حلفاء ورعاة آدامز مدى الحياة، وأنشأوا في عام 1809 راتبًا سنويًا متواضعًا من شأنه أن يبقيها بعيدةً عن الفقر. وقد ساعدها رعاية هؤلاء السادة في إعداد كتاب تاريخ اليهود المنشور عام 1812.
كانت آدامز أول مؤلفة محترفة تصبح عضوًا في بوسطن أنيثيوم، حيث يُحتفظ ببعض رسائلها، والطبعات المبكرة من كتبها وصورة تشيستر هاردينج لها. نُشرت سيرتها الشخصية، التي حُررت مع إضافات من قبل لي، في بوسطن عام 1832.

## مساهماتها الأدبية الهامة

### نظرة إلى الأديان
نُشر كتاب نظرة إلى الأديان لأول مرة عام 1784 بعنوان خلاصة أبجدية للطوائف المختلفة التي ظهرت في العالم منذ بداية العصر المسيحي وحتى يومنا هذا؛ مع ملحق يحتوي على وصف موجز لمخططات مختلفة حول الدين الذي يعتنقه الآن البشر. جُمع الكتاب من أفضل المؤلفين القدامى والحديثين. (بوسطن ، طبعه ب. إديس وأولاده، شارع رقم 42، كورنهيل). نُشرت الطبعة الثانية عام 1791 بعنوان نظرة إلى الأديان، بينما أعيدت تسمية الطبعة الرابعة بعنوان قاموس الأديان. كان العمل الرئيسي لآدمز في كتاب نظرة إلى الأديان. في ذلك الكتاب، قدمت مسحًا شاملاً لمختلف ديانات العالم. كان عملاً رائداً من حيث أنها مثلت الطوائف من منظور أتباعها، دون فرض تفضيلاتها الخاصة. قسمت النظرة إلى الأديان إلى ثلاثة أقسام:
1. ملخص أبجدي لمختلف الطوائف التي ظهرت منذ بداية العصر المسيحي حتى يومنا هذا.
2. تقرير موجز عن الوثنية والمحمدية واليهودية والربوبية.
3. تقرير عن أديان العالم المختلفة.

## روابط خارجية
- هانا أدامز على موقع الموسوعة البريطانية (الإنجليزية)